# Stanisław Szpinalski
Stanisław Leopold Szpinalski (ur. 15 listopada 1901 w Jekaterinodarze, zm. 12 czerwca 1957 w Paryżu) – polski pianista i pedagog, laureat II nagrody na I Międzynarodowym Konkursie Pianistycznym im. Fryderyka Chopina.

## Życiorys

### Młodość i wykształcenie
Na fortepianie zaczął grać w wieku kilku lat pod kierunkiem ojca Franciszka, organisty. Uczył się w Szkole Muzycznej w Rostowie nad Donem, następnie latach 1911–1918 studiował w Konserwatorium Moskiewskim w klasie fortepianu Karola Kippa. Po zakończeniu I wojny światowej powrócił z rodziną do Polski i rozpoczął studia w Konserwatorium Warszawskim pod kierunkiem Józefa Turczyńskiego. W 1924 po otrzymaniu dyplomu z wyróżnieniem wyjechał do Paryża, by w latach 1925–1926 pogłębić swe umiejętności w zakresie gry fortepianowej, teorii i kompozycji. W latach 1928–1932 dodatkowe nauki pobierał u Ignacego Jana Paderewskiego.

### Kariera pianistyczna
W 1927 wystąpił na I Międzynarodowym Konkursie Pianistycznym im. Fryderyka Chopina, gdzie zdobył II nagrodę. Cały Konkurs wygrał Rosjanin Lew Oborin. Sukces na Konkursie pozwolił Szpinalskiemu rozwinąć karierę. Do czasu wybuchu II wojny światowej wystąpił w Szwajcarii, Anglii, Niemczech, Kanadzie, Stanach Zjednoczonych, Hiszpanii, Belgii, Holandii i we Francji.  W 1934 został profesorem, a od 1935 także dyrektorem w Konserwatorium im. Mieczysława Karłowicza w Wilnie.
W czasie II wojny światowej mieszkał w Wilnie. Po wojnie prowadził zajęcia w Państwowej Wyższej Szkole Muzycznej w Łodzi i Państwowej Wyższej Szkole Muzycznej w Poznaniu. W latach 1951–1957 był rektorem Państwowej Wyższej Szkoły Muzycznej w Warszawie. Do jego uczniów należeli m.in. Andrzej Czajkowski i Jerzy Godziszewski. W 1949 i 1955 był zapraszany do grona jurorów Konkursów Chopinowskich.
Zmarł w Paryżu, pochowany na cmentarzu Powązkowskim w Warszawie (Aleja Zasłużonych-1-72). 

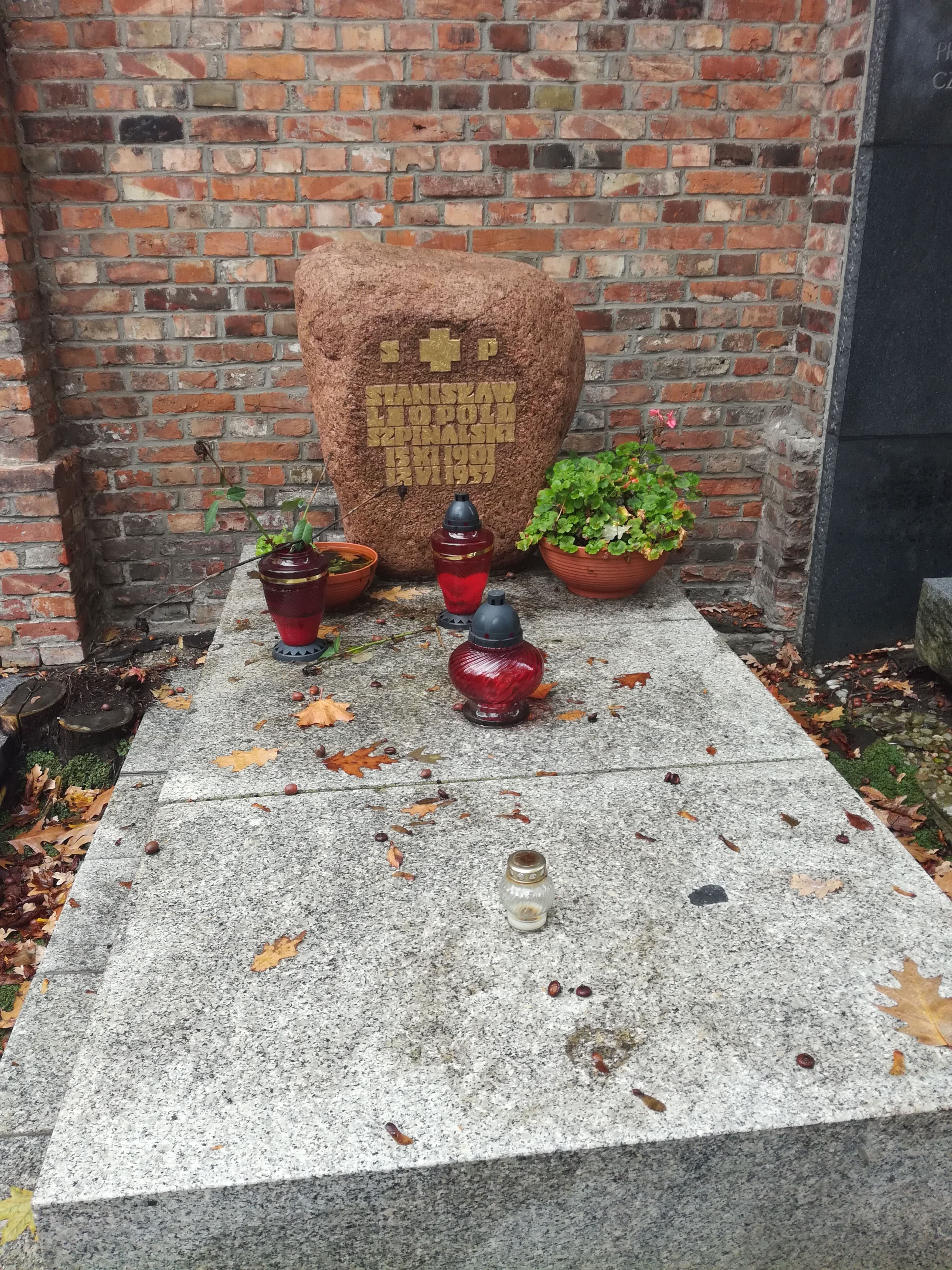
Grób Stanisława Szpinalskiego na cmentarzu Powązkowskim

## Repertuar
Dysponował bogatym repertuarem, w którym znajdowały się utwory wielu polskich i zagranicznych kompozytorów. W trakcie swej kariery nagrał tylko trzy płyty (dla wytwórni Polskie Nagrania „Muza” i HMV).

## Ordery i odznaczenia
- Order Sztandaru Pracy I klasy (28 kwietnia 1955)[12]
- Krzyż Komandorski Orderu Odrodzenia Polski (16 lipca 1954)[1]
- Krzyż Oficerski Orderu Odrodzenia Polski (11 lipca 1951)[13]
- Złoty Krzyż Zasługi (1937)
- Medal 10-lecia Polski Ludowej (19 stycznia 1955)[14]

## Nagrody
- Państwowa Nagroda Artystyczna I stopnia (zespołowa) za przygotowanie kandydatów do IV Międzynarodowego Konkursu im. Chopina (1950)[15]